# Vansittart Island (Tasmanien)
Vansittart Island, auch bekannt als Gun Carriage Island, ist eine 800 Hektar große Insel der Furneaux-Gruppe am Ostende der Bass-Straße. Die Insel zählt zum australischen Bundesstaat Tasmanien.
Vansittart Island wurde ursprünglich Gun Carriage Island genannt, da eine Geschichte besagt, dass am Strand ein Kanonenwagen eines Schiffes gefunden wurde. Diese Namensgebung wurde 1842 von dem britischen Marineoffizier John Lort Stokes, dem Kommandeur der Beagle, während der Kartierung der Furneaux-Gruppe in Vansittart Island geändert. Vansittart war ein bedeutender maritimer Name bei Marineschiffen in Verbindung mit der East India Company, bei der Henry Vansittart von 1759 bis 1764 Gouverneur von Bengalen war.
Die Insel ist teils Privatbesitz, teils Pachtland und wird derzeit zur Beweidung von der Schafrasse Wiltshire Horn genutzt. Sie wurde von der BirdLife International als Teil des Franklin Bird Islands Important Bird Area ausgewiesen, da über 1 % der Weltpopulationen von sechs Vogelarten auf ihr leben.

## Geschichte
Vansittart Island wurde im Januar 1799 von dem britischen Forschungsreisenden Matthew Flinders während seiner Umrundung von Tasmanien mit George Bass benannt. Vansittart Island war in den 1820er Jahren die Heimatbasis für viele Robbenjäger, von denen einige Aborigines, andere indische und europäische Frauen hatten. Die Robbenjäger John Riddle und Charles Bishop kamen von 1816 bis 1819 auf der Insel an. 1831 kam George Augustus Robinson, um die Robbenjäger und ihre Familien zu vertreiben, da er eine Aboriginesiedlung auf der Insel errichten wollte. Dies erwies sich jedoch als erfolglos und die Robbenjäger und ihre Familien kehrten auf die Insel zurück. Als Robinson ankam, lebte Riddle bei einer Aborigine-Frau, die von Robinson sieben Monate später in das Wybalenna Aboriginal Establishment auf Flinders Island mitgenommen wurde. Riddle lebte dann mit einer Inderin zusammen, mit der er auch keine Kinder hatte. 1848 erhielt Riddle eine Besatzungslizenz für Vansittart, die er Elizabeth Bishop vererbte. 1876 besuchte Alexander Ross die Insel und heiratete Bishop, die 500 Morgen Eigentum und eine Besatzungslizenz für den Rest der Insel besaß. Das Ehepaar Ross betrieb ein Geschäft und ein Postamt und bediente die anderen besetzten Inseln in der Nähe. Sie hielten auch 2000 Schafe und bauten heute noch sichtbare Steinzäune. Elizabeth starb 1931 und wurde auf der Insel begraben. Alexander starb 1935 und danach wurde die Insel an Alec Ross weitergegeben. Die Familie Ross lebte bis 1942 auf Vansittart Island, als sie nach Flinders Island zog. Vansittart Island blieb im Besitz der Familie Ross bis zum Verkauf 1969.
Der Eigentumsanteil der Insel wurde 2008 an die Firma Vansittart pty ltd verkauft.

## Fauna
Zu den Arten von Seevögeln und Watvögeln, die auf der Insel brüten, gehören unter anderen der Zwergpinguin, die Pazifische Möwe, der rußige Austernfischer und der östliche Austernfischer. Der Schwarzschwan nistet auf der Insel, ebenso auch die Cape Barren Gans und der Kurzschwanz-Sturmtaucher. Als Reptilien findet man die Tigerottern, den Kupferkopf, die Weißlippenschlange, die Pseudemoia entrecasteauxii und die Skinkart Lerista bougainvillii. Das rothalsige Wallaby und der Ameisenigel leben auf der Insel, während die Filander hier ausgestorben sind.